# 敏捷龍屬 (白堊紀)
敏捷龍屬（學名：Phaedrolosaurus）是獸腳亞目恐龍的一屬，化石是一顆牙齒，發現於中國新疆烏爾禾的連木沁組地層，地質年代屬於下白堊紀凡藍今階至阿爾布階。這顆牙齒（編號IVPP V 4024-1）是由董枝明所描述，很像恐爪龍的牙齒，但較為短及厚實。他認為敏捷龍可能屬於馳龍科模式種是艾里克敏捷龍（P. ilikensis）。
另外，董枝明將一根天然狀態的部份右腳歸類於此屬中。但是由於這根四肢骨頭本身有獨有衍徵，而且將它與未診斷的牙齒歸類在一起並不合理，所以奧利佛·勞赫（Oliver Rauhut）及徐星將它命名為新疆獵龍。他們也提出敏捷龍為疑名。由於董枝明命名敏捷龍時，並沒有選定正模標本。在1977年，漢斯·戴爾特·蘇伊士將其中的牙齒化石，選定為選模標本。
另一屬發現於德國的恐龍，也被翻譯成敏捷龍（Halticosaurus），容易造成混亂。